# Chomelia intercedens
Chomelia intercedens är en måreväxtart som beskrevs av Johannes Müller Argoviensis. Chomelia intercedens ingår i släktet Chomelia och familjen måreväxter. Inga underarter finns listade i Catalogue of Life.